# Chính trị cực tả

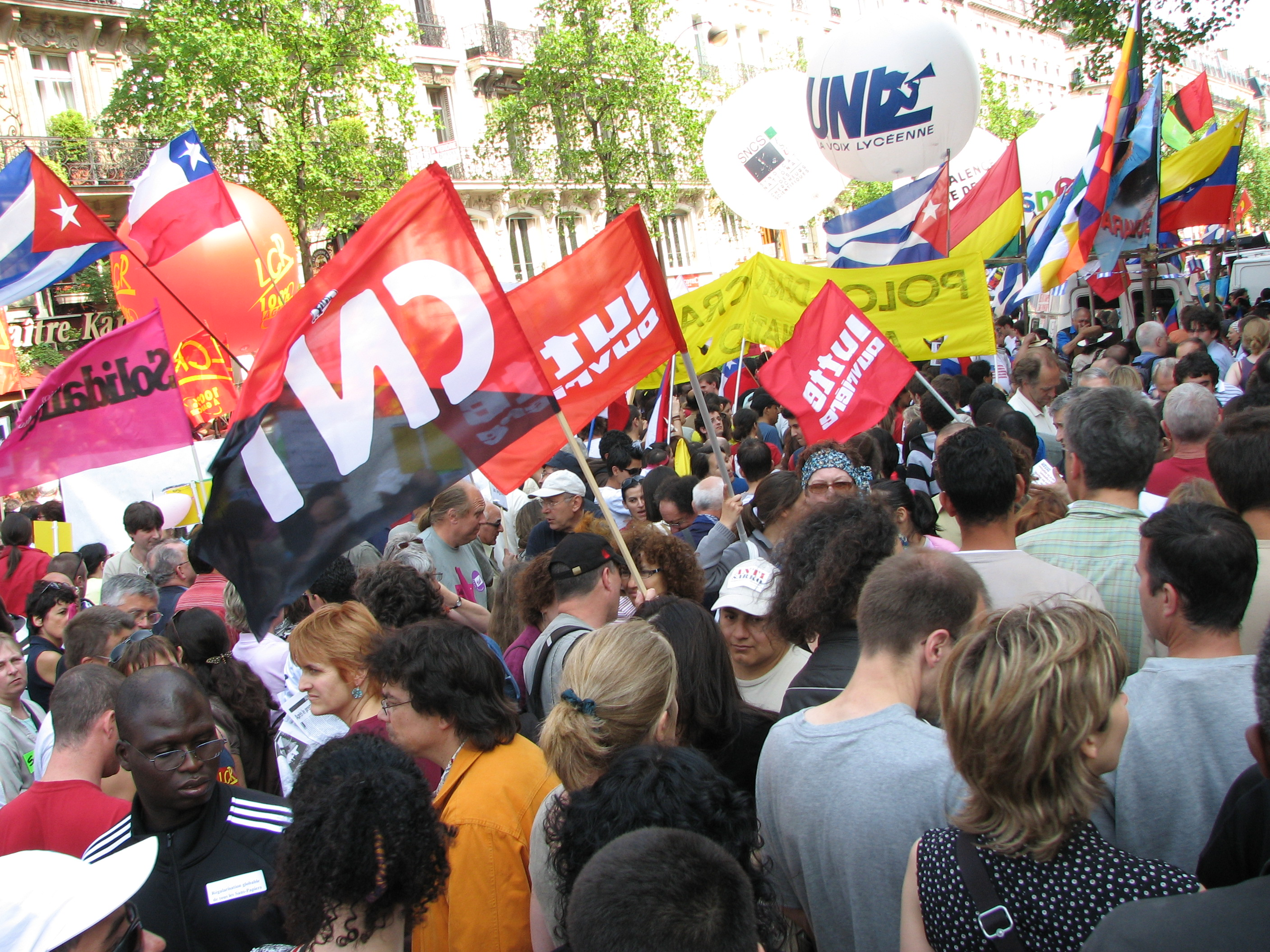
Các nhóm cực tả diễu hành tại Paris ngày 1 tháng 5 năm 2007

Cực tả là thuật ngữ sử dụng để nói về một người hoặc một nhóm người ý thức hệ chính trị có một quang phổ chính trị quá khích, cực đoan khuynh tả. Các nhóm được xem là cực tả là những nhóm không muốn cai trị trong khuôn khổ tổ chức, và đây là đặc điểm để phân biệt họ với các nhóm thiên tả. Cực tả thường là chủ nghĩa xã hội, chủ nghĩa cộng sản, chủ nghĩa cộng sản khuynh tả, chủ nghĩa cộng sản vô chính phủ, chủ nghĩa vô chính phủ, chủ nghĩa công đoàn vô chính phủ, chủ nghĩa Marx-Lenin, chủ nghĩa Trotsky và chủ nghĩa Mao mà không chấp nhận chế độ tự do dân chủ. Thông thường, những đối tượng được coi là cực tả thường nhấn mạnh đấu tranh giai cấp và chuyên chính vô sản và bạo lực là những nền tảng và mục tiêu của nền chính trị hiện đại.
Cực tả có khi còn được họ tự hiểu theo một nghĩa khác là cách mạng (đối nghịch cái mà họ gọi là "Phản động"), hay cấp tiến ở mức xa trong mục tiêu của họ. Thông thường các tư tưởng cực tả xuất phát từ sự chống đối cực đoan đối với chủ nghĩa tư bản, phát xít, chủ nghĩa thực dân, chủ nghĩa phân biệt chủng tộc và quân chủ, phong kiến hay tôn giáo tín ngưỡng.

## Đức
Ở Đức từ "cực tả" là những thành phần thiên tả quá khích. Họ đòi hỏi và đấu tranh cho bình đẳng xã hội (soziale Gleichheit), nhưng không chấp nhận chế độ dân chủ đại nghị, nhà nước pháp quyền, thậm chí một số nhóm sử dụng các phương tiện khủng bố, vì cho là nó không thể cải tổ được.